# Tatsuta-taisha
Pour les articles homonymes, voir Tatsuta.

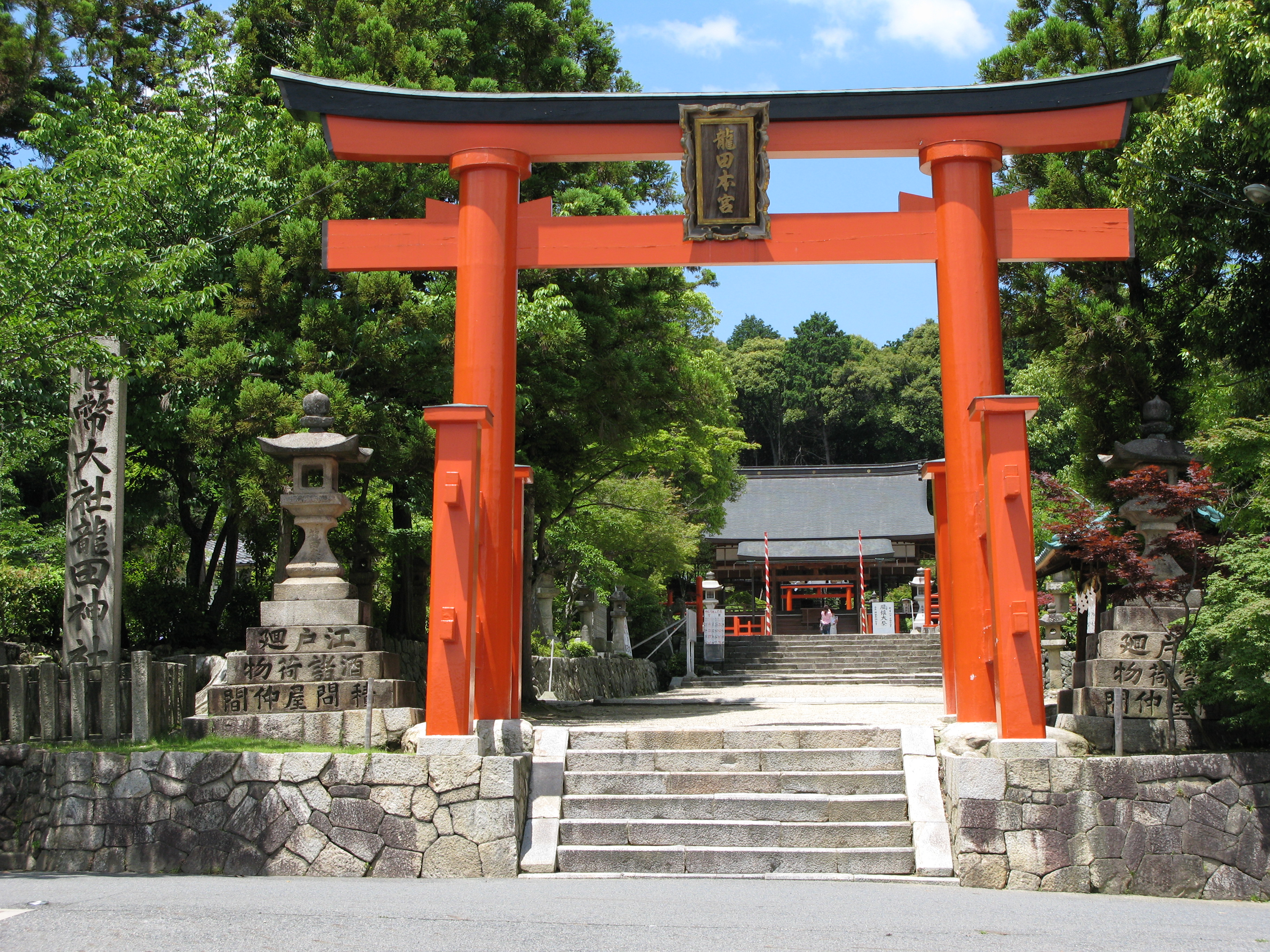
Torii à l'entrée du Tatsuta-taisha.

Le Tatsuta-taisha (龍田大社) est un sanctuaire shinto situé dans la ville de Sangō, préfecture de Nara au Japon. Il est également connu en japonais (en particulier de façon formelle) sous le nom (龍田神社, Tatsuta-jinja).
Le sanctuaire bénéficie du patronage impérial au début de l'époque de Heian. En 965, l'empereur Murakami ordonne que des messagers impériaux soient envoyés pour signaler les événements importants aux kamis gardiens du Japon. Ces heihaku sont d'abord présentés à seize sanctuaires dont le Tatsuta-taisha
De 1871 jusqu'en 1946, le Tatsuta-taisha est officiellement désigné l'un des kanpei-taisha (官幣大社), ce qui signifie qu'il se trouve au premier rang des sanctuaires soutenus par l'État.

## Source de la traduction
- (en) Cet article est partiellement ou en totalité issu de l’article de Wikipédia en anglais intitulé « Tatsuta Shrine » (voir la liste des auteurs).